# Молотино (Брянская область)
Молотино — деревня в Брянском районе Брянской области, в составе Новосельского сельского поселения. Расположена в 7 км к востоку от села Новосёлки, в 34 км к западу от Брянска. Население — 652 человека (2010).

## История
Впервые упоминается (как Молвотино) в XV веке; в 1610 упоминается как владение Коломниных (позднее — Деревниных и многих других). Современное название установилось к середине XVIII века. В XIX веке — владение Тютчевых, Яковлевых; входила в приход села Речица.
В XVII—XVIII вв. входила в состав Подгородного стана Брянского уезда; с 1861 по 1929 в Овстугской волости Брянского (с 1921 — Бежицкого) уезда. С 1929 года в Жирятинском районе, при временном упразднении которого (1957) вошла в Брянский район.
До 1954 года — центр Молотинского сельсовета.